# Kunstschutz
Als Kunstschutz wird im Kriegsfall der Schutz der Kulturgüter, der historischen und Baudenkmäler sowie der Kunstwerke bezeichnet, der erstmals in der Haager Landkriegsordnung (Artikel 46 und 56) zu den Pflichten der Militärverwaltung in besetzten Ländern gezählt wurde. Die Haager Konvention zum Schutz von Kulturgut bei bewaffneten Konflikten von 1954 präzisierte diesen Schutz. Vorgesehen sind darin die Sicherung von Kulturgütern vor Zerstörung, Raub und Beschlagnahme, die Schaffung von Voraussetzungen für die Restaurierung von beschädigten Werken, und die Aufrechterhaltung des Kunstlebens.
Im Ersten und Zweiten Weltkrieg wurde der Begriff auch für entsprechende Dienststellen in den besetzten Gebieten verwendet. Diese waren im Zweiten Weltkrieg mitunter jedoch direkt an der Akquise von Beutekunst beteiligt.

## Deutscher Kunstschutz

### Erster Weltkrieg
Im Ersten Weltkrieg hatte der Kunsthistoriker Paul Clemen den deutschen Kunstschutz in Frankreich gegründet, um historisch bedeutsame Bauwerke und Kulturgüter vor der Zerstörung zu schützen.

### Zweiter Weltkrieg
Im  Mai 1940 wurde erneut ein Kunstschutz beim Oberkommando des Heeres-Generalquartiermeister mit Sitz in Paris gegründet. Organisatorischer Leiter wurde der Kunsthistoriker Franz Graf Wolff-Metternich, zuvor Provinzialkonservator der Rheinlande. Die wissenschaftliche Leitung hatte der Bonner Kunsthistoriker Alfred Stange, zu seinem Arbeitsstab gehörten die Kunsthistoriker Hans Ulrich Wirth, Karl Heinz Esser, Heinrich Jerchel, Gottfried Schlag und Kurt Reißmann.  Eine der ersten Amtshandlungen in Frankreich war die Auflistung von über 500 Schlössern und Denkmälern. Nach der Ablösung von Metternich wurde Bernhard von Tieschowitz im Juli 1942 neuer Leiter.
Weitere Dienststellen in allen eroberten und besetzten Gebieten folgten, darunter Belgien, Serbien, Italien und Griechenland (beide ab 1943), die Protektorate Böhmen und Mähren, die Reichskommissariate Niederlande, Ostland, Ukraine und Norwegen, der Reichsgau Wartheland, das Generalgouvernement für die besetzten polnischen Gebiete und die annektierten Gebiete Sudetenland, Luxemburg, Lothringen und Elsass.
Zu den nominellen Aufgaben des Kunstschutzes gehörte es zwar, Schlösser und Denkmäler vor der Beschädigungen durch die Wehrmacht zu schützen. Doch selbst offizielle Dokumente zur ersten Dienststelle nennen bereits die „Überwachung der Bergungsdepots der franz. Museen, Sicherstellung und Überwachung des ausländischen Kunstbesitzes, Vorbereitung der Rückführung des Deutschland geraubten Kunstgutes, Kontrolle und Steuerung des deutschen Kunsthandels in Frankreich.“
Die Forschung sieht in der dem Auswärtigen Amt unterstellten Behörde eine ‚Propagandaabteilung‘, die zwar weniger offensiv vorgegangen sei als der Einsatzstab Reichsleiter Rosenberg. Insbesondere in Norditalien sei es jedoch immer auch um die Ausfuhr und die Verfügbarmachung von Kulturgütern für deutsche Zwecke gegangen.

## US-Kunstschutz während und nach dem Zweiten Weltkrieg
Siehe: Monuments, Fine Arts, and Archives Section, Marburg Central Collecting Point, Munich Central Collecting Point

## Nach dem Zweiten Weltkrieg
Die Klassischen Archäologen und ehemaligen Soldaten Ernst Kirsten und Wilhelm Kraiker verfassten ihre „Griechenlandkunde“ von 1955 auf der Grundlage von Führungsblättern des deutschen Kunstschutzes in Griechenland. Die Ergebnisse der wissenschaftlichen Bestandsaufnahmen dieser Länder wurden in den Jahren nach dem Krieg Bestandteil des wissenschaftlichen Forschungsstandes über die Kulturgeschichte dieser Länder.
Nach Ende des Zweiten Weltkriegs kam es zu Kunstraub durch alliierte Kräfte und Besatzungstruppen in Deutschland.
Das Internationale Komitee vom Blauen Schild wurde 1996 zur Verbesserung des Schutzes von Kulturgut vor den Auswirkungen von Kriegen und bewaffneten Konflikten sowie von Katastrophen gegründet. Der Barbarastollen dient seit 1975 als Zentraler Bergungsort der Bundesrepublik Deutschland zur Lagerung von fotografisch archivierten Dokumenten mit hoher national- oder kulturhistorischer Bedeutung.